# Francesco Colonna (scrittore)
Francesco Colonna (Venezia, 1433 – 1527) è stato un frate domenicano italiano del convento veneziano dei Santi Giovanni e Paolo.
Da un indizio presente nel testo, celato sotto forma di acrostico, si è pensato a lui come l'autore dell'allegorica Hypnerotomachia Poliphili, ubi humana omnia non nisi somnium esse docet. Atque obiter plurima scitu sane digna commemorat, nota anche, più brevemente, come Hypnerotomachia Poliphili o Polifilo, variamente attribuita dalla critica a diversi autori.

## Hypnerotomachia Poliphili
Nel 1499 la celeberrima tipografia veneziana di Aldo Manuzio diede alle stampe un romanzo allegorico corredato di 168 xilografie, l'Hypnerotomachia Poliphili ("Combattimento d'amore in sogno dell'innamorato di Polia"), che è stato definito "il più bel libro a stampa del Rinascimento".
Il Polìfilo, capolavoro della xilografia veneziana, è un viaggio d'iniziazione in cui il tema è l'amore platonico, mimetizzato sotto la metafora della ricerca della donna amata, un tema che non a caso richiama un altro romanzo che ha per tema il viaggio iniziatico: Le metamorfosi di Apuleio. Notevole è il fatto che il Polifilo abbia un carattere dichiaratamente pagano con il suo continuo richiamo agli dèi della Roma antica . È per questo che alcuni hanno ritenuto quello di Colonna uno pseudonimo sotto il quale si sarebbe celato un umanista della cerchia dell'Accademia Romana di Pomponio Leto, già sciolta dal Papa per ritorno al paganesimo.

### Paternità dell'opera
Stampato anonimo per comprensibili timori (dato il carattere dell'opera), in realtà il nome (vero o presunto) dell'autore si celava sotto un acrostico costituito dalle lettere maiuscole poste all'inizio di ciascuno dei 38 capitoli. La soluzione dell'acrostico è Poliam Frater Franciscus Columna peramavit ("Fra Francesco Colonna amò intensamente Polia"). Su questa base si è giunti ad attribuire il testo al Colonna, sebbene l'attenzione di alcuni studiosi puntasse su un omonimo, il nobile Francesco Colonna signore di Palestrina (1460-?). L'attribuzione dell'opera a quest'ultimo fu sostenuta da Apostolo Zeno, ma non è da tutti accettata ed è ancora oggi oggetto di discussione. Più recentemente è stata anche avanzata, a sorpresa, la paternità di Leon Battista Alberti, il famoso architetto e scrittore umanista, e di Giovanni Pico della Mirandola.